# Parkia barnebyana
Parkia barnebyana är en ärtväxtart som beskrevs av H.C.Hopkins. Parkia barnebyana ingår i släktet Parkia och familjen ärtväxter. Inga underarter finns listade i Catalogue of Life.